# Fayetteville (Tennessee)
Fayetteville is een plaats (city) in de Amerikaanse staat Tennessee, en valt bestuurlijk gezien onder Lincoln County.

## Demografie
Bij de volkstelling in 2000 werd het aantal inwoners vastgesteld op 6994.
In 2006 is het aantal inwoners door het United States Census Bureau geschat op 7092, een stijging van 98 (1,4%).

## Geografie
Volgens het United States Census Bureau beslaat de plaats een oppervlakte van
19,0 km², geheel bestaande uit land. Fayetteville ligt op ongeveer 219 m boven zeeniveau.

## Plaatsen in de nabije omgeving
De onderstaande figuur toont nabijgelegen plaatsen in een straal van 32 km rond Fayetteville.